# Электродвигатель (завод, Могилёв)
«Электродви́гатель» (бел. Электрарухаві́к) — белорусское предприятие по производству электрических двигателей, расположенное в городе Могилёве. Входит в холдинг «Могилёвлифтмаш».

## История
Завод был создан в 1958 году на базе металлообрабатывающего комбината, первоначально производившего строительную и мебельную фурнитуру и товары народного потребления, а с 1950 года освоившего производство асинхронных электродвигателей. В разное время подчинялся Министерству местной промышленности БССР и Совету народного хозяйства БССР, с 1965 года — в подчинении Министерства электротехнической промышленности СССР. В 1959 году завод освоил производство электроакустических сигнальных приборов, в 1969 году — соковыжималок. В 1958, 1966 и 1973 годах на заводе вводились в эксплуатацию новые производственные корпуса. Входил в Главное управление по производству электродвигателей (Главэлектромаш) Министерства электротехнической промышленности СССР, в 1975 году вошёл в состав производственного объединения «Запэлектромаш» Всесоюзного промышленного объединения по производству электродвигателей «Союзэлектромаш». В 1972 году переименован в честь 50-летия СССР. Был награждён орденом Ленина. С 1986 года завод приступил к выпуску электродвигателей новой единой серии АИ (ранее выпускал двигатели серий АО, А02, 4А), впоследствии освоив производство моделей мощностью от 0,12 до 30 кВт.
В 2018 году завод вошёл в холдинг «Могилёвлифтмаш» на правах филиала с ликвидацией юридического лица (ОАО ликвидировано 28 декабря 2018 года). В 2019 году завод поставил электродвигатель для первого электромобиля белорусской разработки.

## Современное состояние
Завод производит различные виды электродвигателей (стандартные, для нефтегазовой промышленности, многоскоростные, с повышенным скольжением, с электромагнитным тормозом, узкоспециализированные, тяговые, встраиваемые, бытовые однофазные), соковыжималки и электроакустические приборы. На заводе работает 1970 сотрудников.